# ...And The Beat Goes On!
...And The Beat Goes On! er tyske Scooter's debut-album, som udkom i 1995.

## Spor
- 01. Different Reality (5:33)
- 02. Move Your Ass (5:38)
- 03. Waiting For Spring (4:28)
- 04. Endless Summer (4:04)
- 05. Cosmos (6:06)
- 06. Rhapsody In E (6:02)
- 07. Hyper Hyper (5:00)
- 08. Raving In Mexico (6:05)
- 09. Beautiful Vibes (5:13)
- 10. Friends (5:10)
- 11. Faster Harder Scooter (5:06)

## Chart Positioner
| Titel                      | Chart-Positioner | Chart-Positioner | Chart-Positioner | Chart-Positioner | Chart-Positioner | Chart-Positioner | Chart-Positioner |
| Titel                      | Tyskland         | Østrig           | Schweiz          | England          | Norge            | Irland           | Ungarn           |
| -------------------------- | ---------------- | ---------------- | ---------------- | ---------------- | ---------------- | ---------------- | ---------------- |
| "...And the Beat Goes On!" | 25               | 27               | 29               | 130              | 18               | Platin, Guld     | Platin, Guld     |